# Astérisque
Ne doit pas être confondu avec Astérix.
Cet article concerne le signe linguistique. Pour les autres significations, voir Astérisque (homonymie).
Cette page contient des caractères spéciaux ou non latins. S’ils s’affichent mal (▯, ?, etc.), consultez la page d’aide Unicode.
L'astérisque (nom masculin, du latin médiéval asteriscus, qui vient lui-même du grec ancien ἀστερίσκος, asterískos, « petite étoile ») est un symbole typographique ressemblant à une étoile : « * ».
En typographie, on parle d’astérisme pour désigner trois astérisques formant un triangle : « ⁂ ».

## Typographie

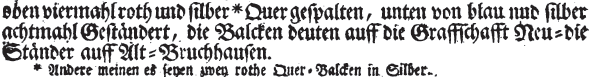
Astérisque à quatre traits se coupant en 8 branches, langue allemande, 1779.

L'astérisque dans les polices d'écriture Arial, Times New Roman, Calibri, Cambria, Palatino Linotype, Andron Mega Corpus, DejaVu Sans, DejaVu Serif, Cardo, Courier New et Consolas, accompagnée de la lettre I pour indiquer la hauteur.

En typographie :
- placé après un mot, l’astérisque indique un renvoi vers une note en bas de page : par exemple, on peut trouver « gentilé* » dans un texte avec en bas de page la mention : « * ce mot désigne un nom d’habitant ». Une deuxième note peut être introduite par deux astérisques (**), une troisième par trois astérisques (***), etc. Les différents codes typographiques s’accordent sur l’usage de mettre une espace après le ou les astérisques, mais pas avant ;
- dans les dictionnaires (le Trésor de la langue française informatisé par exemple), il indique qu’un mot figure en entrée : si l’on voit écrit « pomme de terre* », on est invité à consulter l’article terre ;
- une série d’astérisques (en particulier trois) centrés horizontalement sur une ligne peut être utilisée pour indiquer un changement de section ;
- trois astérisques placés en triangle forment un astérisme, variante de l’astérisque, qui peut aussi être utilisé pour indiquer un changement de section ou nuancer l’importance à accorder ou non à certains paragraphes[2] ;
- des astérisques, à l’instar de points de suspension, peuvent remplacer un mot que l’on ne veut pas citer, par exemple le nom d’une personne dont on souhaite conserver l’anonymat (« Mme de *** »), un juron ou une insulte par respect de la bienséance (« m**** »), ou un nom sacré pour ne pas le profaner (« D**u »). Le nombre d’astérisques est alors typiquement de trois, ou identique au nombre de caractères à remplacer ; l’initiale, et éventuellement la dernière lettre du mot, peuvent rester visibles. Un usage similaire des astérisques est fait lorsqu’un mot de passe ou un code secret est affiché au fur et à mesure de sa saisie par un utilisateur, afin d’empêcher les regards indiscrets d’en prendre connaissance ;
- de manière informelle, sur les systèmes de communication textuelle démunis de mise en forme, des astérisques peuvent être placés avant et après un mot sur lequel on souhaite mettre l’accent quand l’italique ou le gras ne sont pas disponibles (« je ne suis *absolument* pas d’accord »). Certains outils informatiques affichent un tel texte en gras (logiciel de chat ou lecteur de courrier électronique, par exemple) ;
- l’astérisque peut commodément remplacer un symbole d’étoile ;
- l’astérisque peut être utilisé comme puce ou tiret dans les listes. Ceci est notamment repris dans le wikitexte ou le BBCode ;
- l'astérisque peut être utilisé pour suggérer une adresse électronique sans la dévoiler comme jo***er@laposte.net.

### Linguistique
En linguistique,, :
- placé devant un mot, il signale une forme restituée, dont l’existence est déduite mais non attestée : « L’infinitif français être vient du latin parlé *essere correspondant au latin classique esse. »
- placé devant un syntagme (qui peut être réduit à un seul mot), il signale une forme agrammaticale (barbarisme ou solécisme) : « Il arrive qu’un professeur trouve *chevals à la place de chevaux dans les copies qu’il corrige. »

L’obèle est parfois aussi utilisé pour indiquer une forme non attestée ou une forme agrammaticale.

## Informatique

### Standardisation
En informatique, le symbole astérisque utilisé est usuellement le caractère ASCII de code ASCII 42. On ne sait pas exactement comment ce caractère a été introduit dans le standard ASCII par héritage d'une machine à écrire ou d'une technologie de télécommunication comme le télégraphe.
La standard ASCII ne spécifie pas la représentation graphique du symbole, ainsi la représentation dépend  des situations. En pratique le caractère a usuellement soit cinq, soit 6 branches.
| Touche backspace Touche Entrée Symbole * sur touche + Image recadrée d'un clavier QWERTZ allemand. Sur ce clavier, le symbole astérisque est à cinq branches. | Symbole * Image recadrée d'un clavier britannique; sur ce clavier, le symbole astérisque est à six branches, dont une verticale. |

### Utilisations
En informatique, l’astérisque a plusieurs usages :
- dans les langages de programmation, il symbolise souvent la multiplication : l’opération 3*2 fournit la valeur 6 ; répété deux fois, il peut alors symboliser l’élévation à la puissance : l’opération 3**2 fournit la valeur 32 soit 9.
  - DELTA = B**2 – 4*A*C représente ainsi la formule mathématique Δ = b2 – 4ac ;
- en C et dans certains langages qui lui ont emprunté cette syntaxe, il représente l’opération de déréférencement, qui donne la valeur indiquée par un pointeur. Il sert également à représenter le type des pointeurs ; par exemple, int* signifie « pointeur vers un objet de type int ». L’opérateur inverse est l’esperluette (« & ») ;
- dans les syntaxes comme les expressions rationnelles, ou les noms de fichiers, l’astérisque remplace un nombre quelconque de caractères. Exemples :
  - pour les fichiers : en DOS, la commande del C*.odt entraîne la suppression de tous les fichiers commençant par la lettre C, d'extension .odt (OpenDocument Text) ; del *.tmp entraîne la suppression de tous les fichiers d'extension .tmp (temporaires), quel que soit leur nom,
  - l’expression rationnelle -* identifie un nombre quelconque de « - » ;
- on l’utilise aussi comme étoile de Kleene ;
- dans les logiciels, il est souvent utilisé (à côté du nom d’un fichier) pour indiquer que le fichier a subi des modifications non sauvegardées ;
- dans les applications intégrant la syntaxe Markdown, l'encadrement par un double astérisque permet de mettre automatiquement le texte en gras. Exemple : **astérisque** s'affichera astérisque

### Messagerie instantanée
- Certains messages systèmes signalent une action (typiquement la commande « /me ») à l’aide de l’astérisque :
***Pierre frappe Paul avec une grande truite.
- Un astérisque en début ou en fin de message signale une correction d’un mot mal orthographié ou absent :
<Paul> Tu n’as rien de ùieux à faire ?
<Paul> * mieux
- Les onomatopées sont parfois encadrées d’astérisques :
<Pierre> Non ^^ *Slap*.
- L'encadrement par les astérisques est utilisé pour décrire une action (d'après IRC). 
*<verbe>* ou *<phrase>*

Exemple : *soupire*, *bave*, *se frappe le visage*, *en pleurs*, , etc.
Utilisé aussi en courrier électronique (mode texte seul) pour simuler le gras. Également la mise entre _ (_<phrase>_) simule le souligné et la mise entre / (/<phrase>/)) simule l’italique.

## Mathématiques
L’astérisque a de nombreux usages mathématiques. Il peut être utilisé pour désigner l’adjoint d’un opérateur. Plus généralement, en géométrie non commutative, il désigne l’involution (généralisation de l’adjonction). En théorie des groupes, il peut être utilisé comme symbole d’un antimorphisme de groupes ou pour désigner la loi inverse. Contrairement à l'informatique, il ne désigne pas la multiplication, mais la notation simplifiée du produit de convolution « f ∗ g ».
Il est parfois utilisé pour repérer une valeur particulière, à l’exemple d’une valeur critique d’une application différentiable.
Il peut également signifier « privé des non inversibles » ou, plus couramment et de façon abusive, « privé de 0 » : {\displaystyle \mathbb {N} ^{*}=\,\,}{\displaystyle \mathbb {N} }{\displaystyle \setminus \{0\}}.
L’astérisque peut avoir d’autres usages.

## Autres usages
- En généalogie on trouve « * » concurremment à « ° », qui sont à lire « né ».
- Sur les claviers téléphoniques à fréquences vocales, l’astérisque (dite « touche étoile ») est l’une des deux touches spéciales, avec #, dite « carré » ou « touche dièse ».
- Son usage est également fréquent en statistiques, où, parmi d’autres symboles, elle permet de montrer l’existence d’une significativité.
- Dans certains ouvrages du début du XXe siècle, l’astérisque baissé et l’astérisque sont utilisés pour ouvrir et fermer chaque note de bas de page. Par exemple dans l’Encyclopédie des sciences mathématiques[7] :
70) ⁎Statuts de Juillet 1701, Art. XV.*
- Il s’agit d’un symbole, de couleur bleue, que l’on retrouve aussi sur les ambulances françaises.
- Plusieurs trous noirs supermassifs ont une désignation se terminant par un astérisque (par exemple Sagittarius A* au centre de la Voie lactée, M31* au centre de la galaxie d'Andromède ou encore M87* au centre de M87), où l’astérisque indique qu’il s’agit de sources quasi ponctuelles d’émissions radio.
- L’astérisque est par ailleurs le symbole du réseau social décentralisé Diaspora*.

## Codage informatique
| nom usuel                                       | glyphe | point de code Unicode | nom Unicode français                           | nom Unicode anglais                            | entité HTML | bloc Unicode                              |
| ----------------------------------------------- | ------ | --------------------- | ---------------------------------------------- | ---------------------------------------------- | ----------- | ----------------------------------------- |
| Astérisque                                      | Oo*Oo  | U+002A                | astérisque                                     | asterisk                                       | &#x002A;    | Commandes C0 et latin de base             |
| Diacritique astérisque souscrit                 | Oo◌͙Oo  | U+0359                | diacritique astérisque souscrit                | combining asterisk below                       | &#x0359;    | Diacritiques                              |
| Astérisque syriaque héracléen                   | Oo܍Oo  | U+070D                | astérisque syriaque héracléen                  | syriac harklean asteriscus                     | &#x070D;    | Syriaque                                  |
| Astérisme, trois astérisques placés en triangle | Oo⁂Oo  | U+2042                | astérisme                                      | asterism                                       | &#x2042;    | Ponctuation générale                      |
| Astérisque baissé                               | Oo⁎Oo  | U+204E                | astérisque baissé                              | low asterisk                                   | &#x204E;    | Ponctuation générale                      |
| Deux astérisques alignés verticalement          | Oo⁑Oo  | U+2051                | deux astérisques alignés verticalement         | two asterisks aligned vertically               | &#x2051;    | Ponctuation générale                      |
| Diacritique astérisque en chef                  | Oo◌⃰Oo  | U+20F0                | diacritique astérisque suscrit                 | combining asterisk above                       | &#x20F0;    | Signes combinatoires pour des symboles    |
| Opérateur astérisque                            | Oo∗Oo  | U+2217                | opérateur astérisque                           | asterisk operator                              | &#x2217;    | Opérateurs mathématiques                  |
| Opérateur astérisque cerclé                     | Oo⊛Oo  | U+229B                | opérateur astérisque cerclé                    | circled asterisk operatoR                      | &#x229B;    | Opérateurs mathématiques                  |
| Gros astérisque                                 | Oo✱Oo  | U+2731                | gros astérisque                                | heavy asterisk                                 | &#x2731;    | Casseau                                   |
| Astérisque percé                                | Oo✲Oo  | U+2732                | astérisque percé                               | open centre asterisk                           | &#x2732;    | Casseau                                   |
| Astérisque à huit branches                      | Oo✳Oo  | U+2733                | astérisque à huit branches                     | eight spoked asterisk                          | &#x2733;    | Casseau                                   |
| Astérisque à seize branches                     | Oo✺Oo  | U+273A                | astérisque à seize branches                    | sixteen pointed asterisk                       | &#x273A;    | Casseau                                   |
| Astérisque larmé                                | Oo✻Oo  | U+273B                | astérisque larmé                               | teardrop-spoked asterisk                       | &#x273B;    | Casseau                                   |
| Astérisque larmé percé                          | Oo✼Oo  | U+273C                | astérisque larmé percé                         | open centre teardrop-spoked asterisk           | &#x273C;    | Casseau                                   |
| Gros astérisque larmé                           | Oo✽Oo  | U+273D                | gros astérisque larmé                          | heavy teardrop-spoked asterisk                 | &#x273D;    | Casseau                                   |
| Gros astérisque rayonnant larmé                 | Oo❃Oo  | U+2743                | gros astérisque rayonnant larmé                | heavy teardrop-spoked pinwheel asterisk        | &#x2743;    | Casseau                                   |
| Astérisque pommeté                              | Oo❉Oo  | U+2749                | astérisque pommeté                             | balloon-spoked asterisk                        | &#x2749;    | Casseau                                   |
| Astérisque-hélice à huit branches larmées       | Oo❊Oo  | U+274A                | astérisque-hélice à huit branches larmées      | eight teardrop-spoked propeller asterisk       | &#x274A;    | Casseau                                   |
| Gros astérisque-hélice à huit branches larmées  | Oo❋Oo  | U+274B                | gros astérisque-hélice à huit branches larmées | heavy eight teardrop-spoked propeller asterisk | &#x274B;    | Casseau                                   |
| Astérisque encadré                              | Oo⧆Oo  | U+29C6                | astérisque encadré                             | squared asterisk                               | &#x29C6;    | Divers symboles mathématiques – B         |
| Égal astérisque en chef                         | Oo⩮Oo  | U+2A6E                | égal avec astérisque                           | equals with asterisk                           | &#x2A6E;    | Opérateurs mathématiques supplémentaires  |
| Astérisque minuscule                            | Oo﹡Oo | U+FE61                | astérisque minuscule                           | small asterisk                                 | &#xFE61;    | Petites variantes de forme                |
| Astérisque pleine chasse                        | Oo＊Oo | U+FF0A                | astérisque pleine chasse                       | fullwidth asterisk                             | &#xFF0A;    | Formes de demi-chasse et de pleine chasse |

- Légende : Les caractères neutres Oo  Oo : illustrent un contexte, le rectangle coloré indique la chasse et le corps de ces caractères ; Le caractère à représenter est affiché sur un autre fond coloré, p. ex. : C ;  Un diacritique est composé avec le caractère « ◌ », l'affichage est représenté avec le corps, et la chasse de ce caractère « ◌ », des exemples sont ◌̰, ◌̃, ou ◌͠◌.

Note : selon la cohérence propre de la police d'affichage, la position des diacritiques peut être altérée.
Note : selon la cohérence propre de la police d'affichage, la chasse de certains caractères peut être altérée.
- Il existe encore de nombreux autres caractères ressemblants (souvent nommés étoile, quintefeuille, sixtefeuille, point-fleur ⁕, etc.), voir notamment la table des caractères Unicode - Casseau.